# Хо Юн Джін
Хо Юн Джін (кор. 허윤진; нар. 8 жовтня 2001) — корейсько-американська співачка та авторка пісень. Вона є учасницею південнокорейської жіночої групи Le Sserafim.

## Раннє життя і освіта
Хо Юн Джін народилася 8 жовтня 2001 року в Каннамі, Сеул, Південна Корея, але виросла в Ніскаюні, Нью-Йорк, Сполучені Штати, під англійським іменем Дженніфер Хо після переїзду туди в дитинстві. Дженніфер була ученицею середньої школи Ніскаюна. Там вона реалізувала свою пристрасть до музичного театру та співу. Незважаючи на відсутність оперної освіти, дівчина виступала як меццо-сопрано в старших класах школи.
У віці 16 років вона переїхала до Південної Кореї, щоб розпочати кар'єру айдолки, ставши стажеркою в різних компаніях. 4 березня 2019 року вона перейшла на факультет прикладної музики Hanlim Multi Art School. Дженніфер повернулася до Сполучених Штатів, щоб подати документи до коледжу, але не зробила цього, щоб підготуватися до свого дебюту.

## Кар'єра

### 2018: Produce 48

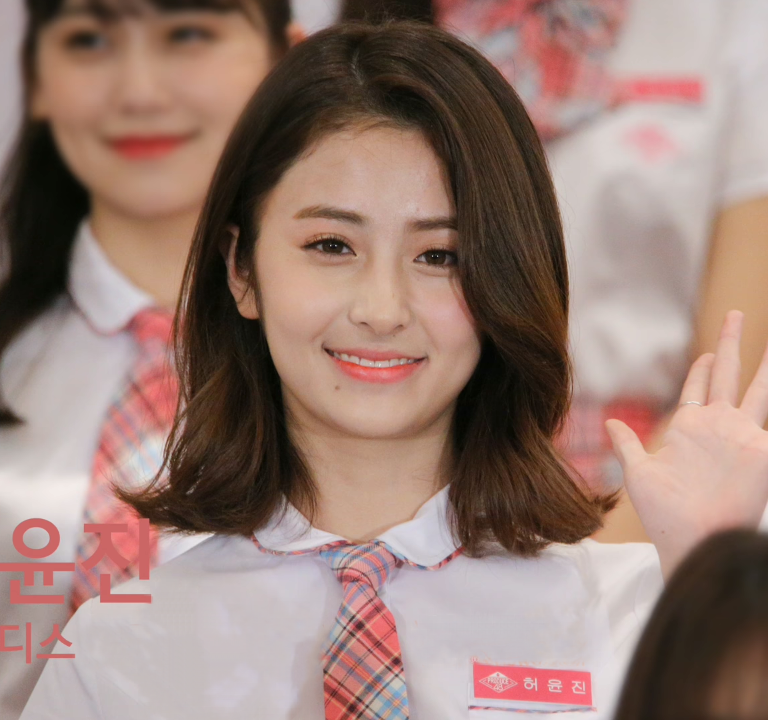
Юн Джін з іншими учасницями Produce 48 у червні 2018 року

У 2018 році Юн Джін брала участь у південнокорейському шоу на виживання Produce 48 від Mnet, представляючи Pledis Entertainment разом із учасницею After School Лі Ґа Ин. Вона вибула ще до фіналу шоу, посівши 26 місце.

### 2021–дотепер: дебют із Le Sserafim і сольна діяльність
24 серпня 2021 року повідомлялося, що Юн Джін підписала контракт із Source Music. 14 березня 2022 року Source Music оголосила про запуск нової жіночої групи Le Sserafim у співпраці з Hybe Corporation. Вона стала шостою і останньою учасницею гурту 9 квітня 2022 року. Група дебютувала з мініальбомом Fearless 2 травня 2022 року. Хо була авторкою і композиторкою пісні «Blue Flame». 9 серпня 2022 року Юн Джін випустила свій перший сингл «Raise Y_our Glass» на честь 100-го дня свого дебюту з Le Sserafim. Хо написала три пісні для другого мініальбому Le Sserafim, Antifragile: «Impurities», «No Celestial» і «Good Parts (When the Quality Is Bad but I Am)». Мініальбом вийшов 17 жовтня 2022 року.
Юн Джін випустила свій другий сингл «I ≠ Doll» 9 січня 2023 року. Написаний нею трек у стилі рок з треп-бітом описує її життя як айдолки, про яку судять виключно за зовнішнім виглядом.
14 березня 2023 року Хо випустила свою третю власноруч написану пісню під назвою «Love You Twice» (피어나도록). Корейська назва перекладається як «поки не розквітне», це посилання на корейську назву фандому Le Sserafim — Fearnot (укр. Фірнот). Інді-поп сингл супроводжується музичним відео, створеним південнокорейським аніматором і художником Рамдарамом, у якому зображена фанатка, яку надихнув айдол краще піклуватися про себе та навчитися писати пісні, перш ніж зрештою здійснити свою власну мрію виступити на сцені.
Юн Джін випустила свій четвертий сингл «Blessing in disguise» Пісня, написана та аранжована дівчиною, була вперше виконана під час фестивалю Weverse Con 2023 у червні минулого року. Фанк-пісня стосується подорожі Хо до Кореї, включно з її страхами, хвилюванням і жалем, які описані в тексті.

## Співпраці та мода
28 лютого 2023 року Юн Джін стала новою музою бренду макіяжу WakeMake.

## Дискографія

### Сингли
| Назва                                                                               | Рік  | Пікові позиції в чартах | Альбом               |
| Назва                                                                               | Рік  | KOR                     | Альбом               |
| ----------------------------------------------------------------------------------- | ---- | ----------------------- | -------------------- |
| «Raise Y_our Glass»                                                                 | 2022 | —                       | Сингли поза альбомом |
| «I ≠ Doll»                                                                          | 2023 | 199                     | Сингли поза альбомом |
| «Love You Twice» (кор. 피어나도록)                                                  | 2023 | —                       | Сингли поза альбомом |
| «Blessing in disguise»                                                              | 2023 | —                       | Сингли поза альбомом |
| «—» позначає пісню, яка не потрапила в чарти або не була випущена на цій території. |      |                         |                      |

1. ↑  Сингл «Raise Y_our Glass» не потрапив у Circle Digital Chart, але посів 93 місце у Download Chart[24].
2. ↑  Сингл «Love You Twice» не потрапив у Circle Digital Chart, але посів 83 місце у Download Chart[25].
3. ↑  Сингл «Blessing in disguise»не потрапив у Circle Digital Chart, але посів 64 місце у Download Chart[26].

### Авторство пісень
Уся авторська інформація про пісні була взята з бази даних Корейської асоціації авторських прав на музику, якщо не вказано інакше.
| Назва                                                                         | Рік  | Виконавець  | Альбом            | Композитор | Слова | Прим.  |
| ----------------------------------------------------------------------------- | ---- | ----------- | ----------------- | ---------- | ----- | ------ |
| «Blue Flame»                                                                  | 2022 | Le Sserafim | Fearless          | Так        | Так   | Н/Д    |
| «Raise Y_our Glass»                                                           | 2022 | Хо Юн Джін  | Сингл без альбому | Так        | Так   | Н/Д    |
| «Impurities»                                                                  | 2022 | Le Sserafim | Antifragile       | Так        | Так   | Н/Д    |
| «No Celestial»                                                                | 2022 | Le Sserafim | Antifragile       | Так        | Так   | Н/Д    |
| «Good Parts (When the Quality Is Bad but I Am)»                               | 2022 | Le Sserafim | Antifragile       | Так        | Так   | Н/Д    |
| «I ≠ Doll»                                                                    | 2023 | Хо Юн Джін  | Сингл без альбому | Так        | Так   | Н/Д    |
| «Love You Twice» (피어나도록)                                                 | 2023 | Хо Юн Джін  | Сингл без альбому | Так        | Так   | Н/Д    |
| «Eve, Psyche and the Bluebeard's Wife» (이브, 프시케 그리고 푸른 수염의 아내) | 2023 | Le Sserafim | Unforgiven        | Ні         | Так   | Н/Д    |
| «Fearnot (Between You, Me and the Lamppost)» (피어나)                         | 2023 | Le Sserafim | Unforgiven        | Так        | Так   | Н/Д    |
| «Blessing in disguise»                                                        | 2023 | Хо Юн Джін  | Сингл без альбому | Так        | Так   | Н/Д    |
| «Perfect Night»                                                               | 2023 | Le Sserafim | Сингл без альбому | Так        | Так   | [ 28 ] |

## Відеографія

### Музичні кліпи
| Назва                         | Рік  | Режисер(и)          | Прим.  |
| ----------------------------- | ---- | ------------------- | ------ |
| «Raise Y_our Glass»           | 2022 | Geeeembo            | [ 29 ] |
| «I ≠ Doll»                    | 2023 | Hybe / Source Music | [ 30 ] |
| «Love You Twice» (피어나도록) | 2023 | Hybe / Source Music | [ 31 ] |
| «Blessing in disguise»        | 2023 | Geeeembo            | [ 32 ] |

## Фільмографія

### Телебачення
| Рік  | Назва      | Роль         | Нотатки  | Прим.  |
| ---- | ---------- | ------------ | -------- | ------ |
| 2018 | Produce 48 | Конкурсантка | 26 місце | [ 33 ] |